# Jesús Gallardo
Jesús Daniel Gallardo Vasconcelos (Heroica Cárdenas, Tabasco, México, 15 de agosto de 1994) es un futbolista mexicano, juega como extremo o lateral izquierdo y su actual equipo es el Deportivo Toluca Fútbol Club de la Primera División de México. Es Jugador internacional absoluto con México.

## Trayectoria
Antes de comenzar a jugar para la sub-20 del Club Universidad, Jesús Gallardo portó la camiseta de los Jaguares de la sección 48; un equipo que militaba en la tercera división profesional con sede en Reforma, Chiapas. Fue visto por el visor Patricio Baeza en un partido de eliminatorias y de ahí, fue llamado a la Cantera.

### Club Universidad Nacional
Militó en la división sub-20 del Club Universidad Nacional, donde subió varios peldaños hasta llegar al primer equipo.
Tuvo su debut en la Copa MX, donde los Pumas se enfrentaron a los Diablos Rojos del Toluca en el Estadio Nemesio Díez el cual terminó 2-2. En ese partido portó la camiseta 88, en donde entró como titular y marcó un gol al minuto 55. Su debut en la Primera División se dio el 23 de noviembre del 2014, en el juego contra Rayados del Monterrey de la jornada 17 del torneo Apertura 2014.

### Club de Fútbol Monterrey
El 29 de mayo de 2018 se hizo oficial su fichaje con el Club de Fútbol Monterrey.

## Selección nacional

### Selección absoluta
| Club               | País   | PJ | Goles | Periodo         |
| ------------------ | ------ | -- | ----- | --------------- |
| Selección Mexicana | México | 81 | 1     | 2016 - Presente |

Tras buenas actuaciones con los Pumas Sería llamado por Juan Carlos Osorio a la Selección para los juegos contra Nueva Zelanda y Panamá, todo esto tras la lesión del jugador del Querétaro, Ángel Sepúlveda. Jugó ambos partidos; en el primero partido contra Nueva Zelanda iniciaría como titular y en el segundo partido entraría al minuto 60.
El 7 de junio del 2017; Jesús Gallardo fue incluido en la lista preliminar de 40 futbolistas del cual Juan Carlos Osorio debe reducir a 23 jugadores que irán a disputar la Copa Oro 2017 realizada en los Estados Unidos.
El 28 de junio del 2017; Jesús Gallardo fue incluido en la lista final de 23 jugadores que irán a disputar la Copa Oro 2017 realizada en los Estados Unidos.
Fue incluido en la lista final de 23 jugadores para la Copa Mundial de Fútbol Rusia 2018. Fue el lateral izquierdo titular de la Selección de México en el Mundial, y cumplió buenas actuaciones alcanzando los octavos de final con su selección.

### Participaciones en selección nacional
| Copa                                | Categoría                           | Sede                                | Resultado                           | Partidos | Goles |
| ----------------------------------- | ----------------------------------- | ----------------------------------- | ----------------------------------- | -------- | ----- |
| Copa Oro 2017                       | Absoluta                            | Estados Unidos                      | Semifinales                         | 5        | 0     |
| Copa Mundial de Fútbol 2018         | Absoluta                            | Rusia                               | Octavos de final                    | 4        | 0     |
| Copa Oro 2019                       | Absoluta                            | Estados Unidos                      | Campeón                             | 6        | 0     |
| Copa Mundial de Fútbol de 2022      | Absoluta                            | Catar                               | Primera Fase                        | 3        | 0     |
| Total parcial en selección nacional | Total parcial en selección nacional | Total parcial en selección nacional | Total parcial en selección nacional | 18       | 0     |

Resumen según posiciones obtenidas:
| Posiciones  | Detalle                      |
| ----------- | ---------------------------- |
| 1.er Puesto | Copa Oro de la Concacaf 2019 |
| 3.er Puesto | Copa Oro 2017                |

## Estadísticas

### Clubes
| Club | Div           | Temporada     | Liga nacionalesp(1) | Liga nacionalesp(1) | Liga nacionalesp(1) | Copas nacionales(2) | Copas nacionales(2) | Copas nacionales(2) | Torneos internacionales(3) | Torneos internacionales(3) | Torneos internacionales(3) | Total | Total | Total  | Media goleadora |
| Club | Div           | Temporada     | Part.               | Goles               | Asist.              | Part.               | Goles               | Asist.              | Part.                      | Goles                      | Asist.                     | Part. | Goles | Asist. | Media goleadora |
| --- | ------------- | ------------- | ------------------- | ------------------- | ------------------- | ------------------- | ------------------- | ------------------- | -------------------------- | -------------------------- | -------------------------- | ----- | ----- | ------ | --------------- |
| C. Universidad Nacional México |               |               |                     |                     |                     |                     |                     |                     |                            |                            |                            |       |       |        |                 |
| 1.ª | A-2014        | 1             | 0                   | 0                   | 2                   | 1                   | 0                   | 0                   | 0                          | 0                          | 3                          | 1     | 0     | 0,33   |                 |
| 1.ª | C-2015        | 12            | 0                   | 0                   | 0                   | 0                   | 0                   | 0                   | 0                          | 0                          | 12                         | 0     | 0     | 0,0    |                 |
| 1.ª | A-2015        | 1             | 0                   | 0                   | 4                   | 0                   | 1                   | 0                   | 0                          | 0                          | 5                          | 0     | 1     | 0,0    |                 |
| 1.ª | A-2016        | 18            | 2                   | 3                   | 0                   | 0                   | 0                   | 7                   | 2                          | 3                          | 25                         | 4     | 6     | 0,16   |                 |
| 1.ª | C-2017        | 16            | 4                   | 2                   | 0                   | 0                   | 0                   | 0                   | 0                          | 0                          | 16                         | 4     | 2     | 0,07   |                 |
| 1.ª | A-2017        | 15            | 1                   | 0                   | 2                   | 1                   | 0                   | 0                   | 0                          | 0                          | 17                         | 2     | 0     | 0,00   |                 |
| 1.ª | C-2018        | 19            | 4                   | 3                   | 2                   | 1                   | 0                   | 0                   | 0                          | 0                          | 21                         | 5     | 3     | 0,19   |                 |
| Total club | Total club    | Total club    | 82                  | 11                  | 8                   | 10                  | 3                   | 1                   | 7                          | 2                          | 3                          | 99    | 16    | 12     | 0,16            |
| C. F. Monterrey México |               |               |                     |                     |                     |                     |                     |                     |                            |                            |                            |       |       |        |                 |
| 1.ª | 2018-19       | 42            | 4                   | 7                   | 7                   | 1                   | 1                   | 8                   | 2                          | 1                          | 57                         | 7     | 6     | 0,12   |                 |
| 1.ª | 2019-20       | 32            | 4                   | 7                   | 8                   | 1                   | 0                   | 2                   | 0                          | 1                          | 42                         | 5     | 9     | 0,14   |                 |
| 1.ª | 2020-21       | 32            | 0                   | 3                   | -                   | -                   | -                   | 3                   | 1                          | 0                          | 35                         | 1     | 3     | 0,02   |                 |
| 1.ª | 2021-22       | 34            | 3                   | 1                   | -                   | -                   | -                   | 5                   | 0                          | 0                          | 39                         | 3     | 1     | 0,07   |                 |
| 1.ª | 2022-23       | 41            | 6                   | 0                   | -                   | -                   | -                   | 0                   | 0                          | 0                          | 41                         | 6     | 0     | 0,15   |                 |
| Total club | Total club    | Total club    | 181                 | 17                  | 18                  | 15                  | 2                   | 1                   | 18                         | 3                          | 2                          | 214   | 22    | 19     | 0,10            |
| Total carrera | Total carrera | Total carrera | 263                 | 28                  | 26                  | 25                  | 5                   | 2                   | 25                         | 5                          | 5                          | 313   | 38    | 31     | 0,12            |
| (1)Incluye datos de la Primera División de México (2)Incluye datos de la Copa México (3)Incluye datos de la Liga de Campeones de la Concacaf y Mundial de Clubes |               |               |                     |                     |                     |                     |                     |                     |                            |                            |                            |       |       |        |                 |

### Resumen estadístico
| Competición           | Partidos | Goles | Media goleadora |
| --------------------- | -------- | ----- | --------------- |
| Primera división      | 190      | 40    | 0,6             |
| Copas nacionales      | 32       | 5     | 0,15            |
| Copas internacionales | 21       | 5     | 0,23            |
| Selección Mexicana    | 71       | 1     | 0               |
| Total                 | 314      | 32    | 0,09            |

## Palmarés

### Títulos nacionales
| Título  | Club           | País   | Año  |
| ------- | -------------- | ------ | ---- |
| Liga MX | C.F. Monterrey | México | 2019 |
| Copa MX | C.F. Monterrey | México | 2020 |

### Títulos internacionales
| Título                           | Club                          | Sede                   | Año  |
| -------------------------------- | ----------------------------- | ---------------------- | ---- |
| Liga de Campeones de la Concacaf | C.F. Monterrey                | América del Norte      | 2019 |
| Copa de Oro de la Concacaf       | Selección de México           | Estados Unidos         | 2019 |
| Liga de Campeones de la Concacaf | C.F. Monterrey                | América del Norte      | 2021 |
| Copa de Oro de la Concacaf       | Selección de fútbol de México | Estados Unidos- Canadá | 2023 |
| Liga de Naciones de la Concacaf  | Selección de fútbol de México | Concacaf               | 2025 |
| Copa de Oro de la Concacaf       | Selección de fútbol de México | Estados Unidos- Canadá | 2025 |

### Distinciones individuales
| Distinción                                        | Año  |
| ------------------------------------------------- | ---- |
| Once Ideal de la Liga de Campeones de la Concacaf | 2019 |